# Tener y no tener
Tener y no tener (To Have and Have Not) es una película estadounidense de 1944 con guion de Jules Furthman y William Faulkner basado en la novela homónima de Ernest Hemingway.
La película fue dirigida por Howard Hawks, y contó con los actores Humphrey Bogart y Lauren Bacall en los papeles principales.

## Argumento
Harry Morgan (Humphrey Bogart) se gana la vida en la isla de la Martinica alquilando su barco de recreo, pero la situación derivada de la Segunda Guerra Mundial hace que el negocio no prospere. Pese a sus reticencias, tendrá que aceptar una misión de la resistencia francesa. Poco a poco, el cínico y egoísta personaje irá mostrando otra cara y esforzándose en ayudar a otros.

## Comentarios
Howard Hawks realiza una adaptación de la novela de Ernest Hemingway trasladada a la presente situación bélica que vivía el mundo.
Se trata de la primera aparición en la pantalla de Lauren Bacall, que demuestra cualidades como actriz cuando solamente contaba 19 años de edad, y revela la gran química que esta y Bogart poseen. Un año más tarde se unieron en matrimonio.

## Reparto
- Humphrey Bogart: Harry 'Steve' Morgan
- Walter Brennan: Eddie
- Lauren Bacall: Marie 'Slim' Browning
- Dolores Moran: Madame Hellene de Bursac
- Hoagy Carmichael: Cricket
- Sheldon Leonard: Sr. Coyo
- Walter Szurovy: Paul de Bursac
- Marcel Dalio: Gerard
- Walter Sande: Johnson
- Dan Seymour: Capitán M. Renard
- Aldo Nadi: el guardaespaldas de Renard